# Juliansk dato
Den julianske dato (JD) er antallet af døgn siden mandag den 1. januar 4713 f.Kr kl. 12:00 UT (UT kan, med mindre stor præcision ønskes, sammenlignes med GMT). Denne dato refererer til den bagud-ekstrapolerede julianske kalender. I forhold til den bagud-ekstrapolerede gregorianske kalender er det d. 24. november 4714 f.Kr. . Nummereringen blev indført af Joseph Scaliger i 1583, i forbindelse med den gregorianske kalenderreform.
Startpunktet blev valgt, så det lå før alle da kendte hændelser, og således at tre meget anvendte tidscykler, søndagsbogstavet, epakten og indiktionscyklen, faldt sammen.
Den Julianske dato for d. 1. januar 2013 kl. 0:30:00.0 UT er 2.456.293,520833.
Den Internationale Astronomiske Union anbefaler af præcisions grunde at bruge Terrestisk Tid i stedet for UT1